# William Hudson
William Hudson  (Kendal, 1730 — 23 de maio de 1793) foi um botânico britânico.

## Obra
- 2008. Flora Anglica: Exhibens Plantas Per Regnum Britanniae Sponte Crescentes (1798). Reimpreso por Lightning Source Inc. 726 pp. ISBN 1437281923